# Ердевик
Ердевик (слч. Erdevík) је насеље у Србији, у општини Шид, у Сремском округу. Према попису из 2022. било је 2.144 становника.
Овде се налазе Српска православна црква Светог Николе, Римокатоличка црква Светог Михајла и Словачка евангеличка црква.

## Географија
Налази се на надморској висини од 140 метара, на обронцима Фрушке горе. Окружују га три већа места: Илок, Сремска Митровица и Шид, чијој општини и припада. Ердевик има три прекрасна језера, од којих друго по величини има сређено купалиште, са 15 метара насутог шљунка. Ердевик је познат по сјајним винима и многобројним малим винаријама.

### Језера
Језеро Брује је хидроакумулација површине 0,17 км2, запремине 476.000 м3, на 122 м н.в. настала преграђивањем водотока Бруја. Налази се 1,5 км северозападно од Ердевика у западном делу Фрушке горе. Издужена је у правцу североисток-југозапад. Лева обала је шумовита, а десна има искрчених делова под травном вегетацијом или шљунком који има функцију плажа. Језеро је вишенаменско, а основна намена је заштита од бујица и задржавање еродованог материјала са долинских страна. Друга намена је рекреативно - туристичка. Лако је приступачно, око језера постоји кружни пут. Заједно са 400 м узводнијим језерцетом Бања, површине 1.000 м2, које је било римско купатило спада у излетишта становника Ердевика. Вода има лековита својства. Језеро се користи и за риболов.
Мохарач је хидроакумулација површине 0,54 км2, запремине 2,34 милиона м3, настала 1981. године преграђивањем тока водотока Мохарач. Налази се 1,2 км североисточно од Ердевика, у западном делу Фрушке горе на 120 м н.в. Језеро је издужено у правцу североисток - југозапад. На најузводнијем делу обала је шумовита, док су долинске стране углавном оранице и затрављене површине. Језеро је вишенаменско, али је основна намена заштита околних ораница од бујичних поплава. Друга намена је рекреативно - туристичка јер Мохарач спада у излетишта становника Ердевика, Визића и Бингуле.

### Ловиште Ворово
Ограђени део ловишта "Национални парк Фрушка гора-Ворово" налази се недалеко од Ердевика, на крајњим западним обронцима Фрушке горе. Од Београда је ловиште удаљено око 115 км, а од Новог Сада 75 км. Ловиште обухвата површину од око 1.500 ха, и подељено је у две целине. У првом ограђеном делу унутар Ворова, површине 700 ха гаји се лопатарска и муфлонска дивљач, а у другом површине 800 ха, успешно се гаје Дивља свиња. Ограђеним делом ловишта Ворово управља РЈ Ердевик захваљујући посебно организованој ловочуварској служби која се стара о спровођењу планираних активности у вези са газдовањем дивљачи.

## Прошлост
Ердевик је је 1885. године био седиште истоименог изборног среза за Српски црквено-народни сабор у Карловцима. Пописани су заједно Ердевик и Љуба са укупно 1228 душа.

## Познате личности
- Мира Бањац, југословенска и српска глумица
- Гроздана Олујић, српска списатељица

## Галерија
- Словачки аматерски глумци из Ердевика у Гложану (1941)

## Демографија
У насељу Ердевик живи 2689 пунолетних становника, а просечна старост становништва износи 42,3 година (40,0 код мушкараца и 44,6 код жена). У насељу има 1224 домаћинства, а просечан број чланова по домаћинству је 2,23.
Становништво у овом насељу веома је нехомогено, а у последња три пописа, примећен је пад у броју становника.
|  |

| Демографија | Демографија | Демографија |
| Година      | Становника  | Становника  |
| ----------- | ----------- | ----------- |
| 1890.       | 4.029       |             |
| 1900.       | 4.613       |             |
| 1910.       | 5.018       |             |
| 1931.       | 5.255       |             |
| 1948.       | 3.863       |             |
| 1953.       | 4.076       |             |
| 1961.       | 4.499       |             |
| 1971.       | 4.177       |             |
| 1981.       | 3.758       |             |
| 1991.       | 3.427       | 3.360       |
| 2002.       | 3.316       | 3.425       |

| Етнички састав према попису из 2002.‍ | Етнички састав према попису из 2002.‍ | Етнички састав према попису из 2002.‍ | Етнички састав према попису из 2002.‍ | Етнички састав према попису из 2002.‍ |
| ------------------------------------ | ------------------------------------ | ------------------------------------ | ------------------------------------ | ------------------------------------ |
|                                      |                                      |                                      |                                      |                                      |
| Срби                                 | Срби                                 |                                      | 2.007                                | 60,52%                               |
| Словаци                              | Словаци                              |                                      | 846                                  | 25,51%                               |
| Хрвати                               | Хрвати                               |                                      | 134                                  | 4,04%                                |
| Мађари                               | Мађари                               |                                      | 95                                   | 2,86%                                |
| Југословени                          | Југословени                          |                                      | 75                                   | 2,26%                                |
| Русини                               | Русини                               |                                      | 23                                   | 0,69%                                |
| Црногорци                            | Црногорци                            |                                      | 5                                    | 0,15%                                |
| Македонци                            | Македонци                            |                                      | 3                                    | 0,09%                                |
| Словенци                             | Словенци                             |                                      | 2                                    | 0,06%                                |
| Муслимани                            | Муслимани                            |                                      | 2                                    | 0,06%                                |
| Руси                                 | Руси                                 |                                      | 1                                    | 0,03%                                |
| Румуни                               | Румуни                               |                                      | 1                                    | 0,03%                                |
| Роми                                 | Роми                                 |                                      | 1                                    | 0,03%                                |
| Бошњаци                              | Бошњаци                              |                                      | 1                                    | 0,03%                                |
| непознато                            | непознато                            |                                      | 78                                   | 2,35%                                |

| Година пописа     | 1948. | 1953. | 1961. | 1971. | 1981. | 1991. | 2002. |
| ----------------- | ----- | ----- | ----- | ----- | ----- | ----- | ----- |
| Број домаћинстава | 1.064 | 1.169 | 1.297 | 1.319 | 1.306 | 1.236 | 1.224 |

| Број чланова      | 1   | 2   | 3   | 4   | 5  | 6  | 7 | 8 | 9 | 10 и више | Просек |
| ----------------- | --- | --- | --- | --- | -- | -- | - | - | - | --------- | ------ |
| Број домаћинстава | 299 | 352 | 206 | 222 | 81 | 53 | 8 | 2 | 0 | 1         | 2,71   |

| Пол    | Укупно | Неожењен/Неудата | Ожењен/Удата | Удовац/Удовица | Разведен/Разведена | Непознато |
| ------ | ------ | ---------------- | ------------ | -------------- | ------------------ | --------- |
| Мушки  | 1.388  | 403              | 851          | 71             | 38                 | 25        |
| Женски | 1.434  | 202              | 854          | 304            | 55                 | 19        |
| УКУПНО | 2.822  | 605              | 1.705        | 375            | 93                 | 44        |

| Пол    | Укупно                    | Пољопривреда, лов и шумарство | Рибарство                            | Вађење руде и камена | Прерађивачка индустрија       |
| ------ | ------------------------- | ----------------------------- | ------------------------------------ | -------------------- | ----------------------------- |
| Мушки  | 586                       | 318                           | 1                                    | 0                    | 62                            |
| Женски | 289                       | 145                           | 0                                    | 0                    | 17                            |
| УКУПНО | 875                       | 463                           | 1                                    | 0                    | 79                            |
| Пол    | Производња и снабдевање   | Грађевинарство                | Трговина                             | Хотели и ресторани   | Саобраћај, складиштење и везе |
| Мушки  | 2                         | 4                             | 34                                   | 6                    | 31                            |
| Женски | 2                         | 0                             | 43                                   | 1                    | 3                             |
| УКУПНО | 4                         | 4                             | 77                                   | 7                    | 34                            |
| Пол    | Финансијско посредовање   | Некретнине                    | Државна управа и одбрана             | Образовање           | Здравствени и социјални рад   |
| Мушки  | 0                         | 3                             | 30                                   | 10                   | 16                            |
| Женски | 1                         | 4                             | 8                                    | 28                   | 20                            |
| УКУПНО | 1                         | 7                             | 38                                   | 38                   | 36                            |
| Пол    | Остале услужне активности | Приватна домаћинства          | Екстериторијалне организације и тела | Непознато            | Непознато                     |
| Мушки  | 17                        | 0                             | 0                                    | 52                   | 52                            |
| Женски | 5                         | 0                             | 0                                    | 12                   | 12                            |
| УКУПНО | 22                        | 0                             | 0                                    | 64                   | 64                            |

## Збирка слика
- Словачка евангеличка црква у Ердевику
- Главна насељска улица
- Улица у Ердевику